# Fitz-James
Fitz-James – miejscowość i gmina we Francji, w regionie Hauts-de-France, w departamencie Oise.
Według danych na rok 1990 gminę zamieszkiwało 2428 osób, a gęstość zaludnienia wynosiła 252 osoby/km² (wśród 2293 gmin Pikardii Fitz-James plasuje się na 104. miejscu pod względem liczby ludności, natomiast pod względem powierzchni na miejscu 481.).